# National Football League (Figi)
Il Campionato figiano di calcio comprende 2 leghe di calcio dilettantistiche, la massima serie chiamata National Football League e la seconda serie chiamata Fijian Premier League. Comprende inoltre altre quattro distinte coppe, la Coppa delle Figi, la Battle of Giants figiana e il Champions vs. Champions figiana e il Campionato interdistrettuale figiano.
La vincitrice e la seconda classificata della National Football League si qualificano per la OFC Champions League, mentre l'ultima retrocede.

## Formula
Il campionato figiano di calcio è strutturato in due categorie. La massima serie del campionato è la National Football League, a girone unico, composta da 10 squadre. 
La seconda categoria si chiama Fijian Premier League e suddivide le squadre in gironi, per ottenere la promozione nella serie superiore sono previsti gli spareggi. 

## Storia
La National Football League venne fondata nel 1977 inizialmente erano 8 le squadre partecipanti. Col tempo anche gli altri distretti iniziarono a mettere su una vera e propria squadra fino ad arrivare ai 2 campionati attuali. 

## Squadre 2023
- Ba
- Labasa
- Lautoka
- Nadi
- Nadroga
- Rewa
- Suva
- Navua
- Nasinu
- Tailevu/Naitasiri

## Albo d'oro

### National Club Championship
- 1989: Combine Stars SC (Suva)
- 1990: Lautoka General
- 1991: Ba FSC
- 1992: Greenstars
- 1993: Lautoka General
- 1994: Lautoka General
- 1995: Lautoka General
- 1996: Ba FSC
- 1997: Ba FSC
- 1998: Raymonds (Rewa)
- 1999: Kiwi Sports Labasa
- 2000: Foodtown Warriors Labasa
- 2001: Foodtown Warriors Labasa
- 2002: Foodtown Warriors Labasa
- 2003: General Machinery Lautoka
- 2004: General Machinery Lautoka
- 2005: General Machinery Lautoka
- 2006: General Machinery Lautoka
- 2007/2008: Kriz Signs Uciwai (Nadi)
- 2009: Lautoka F.C.
- 2010: Ba FSC

### National Football League
- 1977 -  Ba
- 1978 -  Nadi
- 1979 -  Ba
- 1980 -  Nadi
- 1981 -  Nadi
- 1982 -  Nadi
- 1983 -  Nadi
- 1984 -  Lautoka
- 1985 -  Nadi
- 1986 -  Ba
- 1987 -  Ba
- 1988 -  Lautoka
- 1989 -  Nadroga
- 1990 -  Nadroga
- 1991 -  Labasa
- 1992 -  Ba
- 1993 -  Nadroga
- 1994 -  Ba
- 1995 -  Ba
- 1996 -  Suva
- 1997 -  Suva
- 1998 -  Nadi
- 1999 -  Ba
- 2000 -  Nadi
- 2001 -  Ba
- 2002 -  Ba
- 2003 -  Ba
- 2004 -  Ba
- 2005 -  Ba
- 2006 -  Ba
- 2007 -  Labasa
- 2008 -  Ba
- 2009 -  Lautoka
- 2010 -  Ba
- 2011 -  Ba
- 2012 -  Ba
- 2013 -  Ba
- 2014 -  Suva
- 2015 -  Nadi
- 2016 -  Ba
- 2017 -  Lautoka
- 2018 -  Lautoka
- 2019 -  Ba
- 2020 -  Suva
- 2021 -  Lautoka
- 2022 -  Rewa
- 2023 -  Lautoka
- 2024 -  Rewa

## Vittorie per squadra
| Club      | Titoli | 2º posto | Stagioni |
| --------- | ------ | -------- | --- |
| Ba        | 21     | 10       | 1977, 1979, 1986, 1987, 1992, 1994, 1995, 1999, 2001, 2002, 2003, 2004, 2005, 2006, 2008, 2010, 2011, 2012, 2013, 2016, 2019 |
| Nadi      | 9      | 3        | 1978, 1980, 1981, 1982, 1983, 1985, 1998, 2000, 2015                                                                         |
| Lautoka   | 7      | 10       | 1984, 1988, 2009, 2017, 2018, 2021, 2023                                                                                     |
| Suva      | 4      | 6        | 1996, 1997, 2014, 2020 |
| Nadroga   | 3      | 2        | 1989, 1990, 1993 |
| Rewa      | 2      | 6        | 2022, 2024 |
| Labasa    | 2      | 5        | 1991, 2007 |
| Fiji U-20 | –      | 2        | ––– |
| Nasinu    | –      | 1        | ––– |
| Navua     | –      | 1        | ––– |

## Statistiche
- Da quando è nata la National Football League, il Ba F.C. è la squadra che se l'è aggiudicata più volte: ben 21 volte (1977, 1979, 1987, 1992, 1994, 1995, 1999, 2001, 2002, 2003, 2004, 2005, 2006, 2008, 2010, 2011, 2012, 2013, 2016, 2019), facendo sì che si costruisse un vero e proprio dominio.
- Il miglior goleador in una stagione della National Football League è Roy Krishna con 31 gol, nel 2008 in maglia Labasa F.C..
- Il record di marcature in una singola edizione è del Ba F.C., che nella stagione 2010 ha messo a segno 72 gol in 20 partite.

### Marcatori
| Anno | Migliore Marcatore | Squadra | Goal |
| 2001 | Lorima Batirerega  | Ba      | 7    |
| 2003 | Keni Doidoi        | Ba      | 8    |
| 2006 | Josaia Bukalidi Jr | Ba      | 23   |
| 2007 | Maciu Dunadamu     | Labasa  | 17   |
| 2008 | Roy Krishna        | Labasa  | 31   |
| 2009 | Keni Doidoi        | Lautoka | 12   |